# Сент-Пітер (Міннесота)
Сент-Пітер (англ. St. Peter) — місто (англ. city) в США, в окрузі Ніколлет штату Міннесота. Населення — 12 066 осіб (2020).

## Географія
Сент-Пітер розташований за координатами 44°19′43″ пн. ш. 93°57′53″ зх. д. / 44.32861° пн. ш. 93.96472° зх. д. (44.328504, -93.964614).  За даними Бюро перепису населення США в 2010 році місто мало площу 14,93 км², з яких 14,48 км² — суходіл та 0,45 км² — водойми. В 2017 році площа становила 16,25 км², з яких 15,80 км² — суходіл та 0,45 км² — водойми.

## Демографія
Згідно з переписом 2010 року, у місті мешкало 11 196 осіб у 3491 домогосподарстві у складі 2150 родин. Густота населення становила 750 осіб/км².  Було 3697 помешкань (248/км²).
Расовий склад населення:
| - 90,1 % — білих - 3,3 % — чорних або афроамериканців - 1,6 % — азіатів - 0,6 % — корінних американців - 2,3 % — осіб інших рас |

До двох чи більше рас належало 2,0 %. Частка іспаномовних становила 6,4 % від усіх жителів.
За віковим діапазоном населення розподілялося таким чином: 19,4 % — особи молодші 18 років, 69,0 % — особи у віці 18—64 років, 11,6 % — особи у віці 65 років та старші. Медіана віку мешканця становила 27,5 року. На 100 осіб жіночої статі у місті припадало 97,9 чоловіків;  на 100 жінок у віці від 18 років та старших — 95,6 чоловіків також старших 18 років.
Середній дохід на одне домашнє господарство  становив 59 533 долари США (медіана — 55 280), а середній дохід на одну сім'ю — 73 097 доларів (медіана — 72 025). Медіана доходів становила 45 304 долари для чоловіків та 34 046 доларів для жінок. За межею бідності перебувало 24,4 % осіб, у тому числі 18,4 % дітей у віці до 18 років та 13,0 % осіб у віці 65 років та старших.
Цивільне працевлаштоване населення становило 6071 осіб. Основні галузі зайнятості: освіта, охорона здоров'я та соціальна допомога — 48,7 %, виробництво — 13,6 %, мистецтво, розваги та відпочинок — 8,0 %, роздрібна торгівля — 6,9 %.